# 唐沢孝一
唐沢 孝一（からさわ こういち、1943年5月16日 -  ）は、都市鳥研究家、都市鳥研究会代表（現顧問）。NPO法人自然観察大学学長。

## 略歴
群馬県嬬恋村出身。群馬県立前橋高等学校を経て、東京教育大学理学部生物学科動物学専攻を卒業。在学中は山岳部に所属。東京都立両国高等学校などの生物教師を経て、執筆や講演、自然観察など多方面にわたって活動している。日本鳥学会評議員、埼玉大学講師（非常勤）。カラスやツバメなどの都市鳥研究に携わり、 現在は都市鳥研究会顧問、NPO法人自然観察大学学長。
シジュウカラの研究で文部大臣奨励賞（2回）、モズの生態研究で日本鳥学会奨学賞、都市鳥研究会代表としてトヨタ財団第3回研究コンクール「身近な自然を見つめよう」(1987)最優秀賞、2003年市川市民文化賞(スウェーデン賞) などを受賞した。「人との共存を選択した鳥たち」（講談社『本』平成4年5月号掲載）が1993年度ベスト・エッセイ集(日本ベストエッセイスト・クラブ編) および文部省検定教科書『新編新しい国語』(東京書籍 1996年)に掲載。『コンクリートジャングルのカラスたち』 (大日本図書) で1994年第36回産経児童出版文化賞。傘寿の2023年、ライフワークの都市鳥研究をまとめた『都会の鳥の生態学』(中公新書)を出版した。

## 著書
鳥類関係
- 『野鳥の観察と調査』ニュー・サイエンス社 (グリーンブックス)1978
- 『野鳥50種 その生活記録』ニュー・サイエンス社 (グリーンブックス) 1979
- 『野鳥写真の撮り方』ニューサイエンス社 (グリーンブックス) 1984
- 『モズの話』北隆館 (よみもの動物記)1985
- 『マン・ウォッチングする都会の鳥たち』草思社 1987
- 『カラスはどれほど賢いか 都市鳥の適応戦略』1988 中公新書 のち文庫
- 『スズメのお宿は街のなか 都市鳥の適応戦略』1989 (中公新書)
- 『ネオン街に眠る鳥たち 夜鳥生態学入門』朝日新聞社 1991
- 『The birds 都・市・鳥 鳥の目から見た都市文明』徳間書店 1991
- 『都市鳥ウォッチング 平凡な鳥たちの非凡な生活』講談社(ブルーバックス)1992
- 『都市の鳥 その謎にせまる』保育社 カラーブックス 1994
- 『早起きカラスはなぜ三文の得か 都市鳥たちの24時間』実業之日本社 1995　のち中公文庫
- 『カラスは天才! 線路の置き石はただのイタズラではなかった』ごま書房(ゴマブックス)1996
- 『都市の鳥類図鑑 街にすむ巧みな戦略家』1997 (中公文庫)
- 『校庭の野鳥』全国農村教育協会 (野外観察ハンドブック)1997
- 『野鳥ガイド』新星出版社 1998
- 『都市鳥からフォークロアへ フィールドエッセイ・自然観察の視点』 百水社 2006
- 『都会の鳥-生き残り戦略』明治書院(学びやぶっく) 2009
- 『身近な鳥のすごい食生活』(イースト新書) 2020
- 『都会の鳥の生態学』(中公新書) 2023

戦災・震災樹木、江戸東京の自然
- 『江戸東京の自然を歩く』中央公論新社 1999
- 『語り継ぐ焼けイチョウ 東京大空襲、広島・長崎、そして神戸』北斗出版 2000
- 『よみがえった黒こげのイチョウ 命を守り震災や戦災を伝える樹木』大日本図書 (ノンフィクション・ワールド)2001
- 「戦災樹木としてのイチョウ」 (巻頭グラビア) 生物の科学遺伝 Vol.74 No.5 :480-487  2020

共編著・監修
- 『東京の自然』(共著) 毎日新聞社 1993

- 『鳥獣報告集』全4巻 監修 皓星社 1998
- 『四季の野鳥』沼里和幸,川内博共著,遺伝学普及会編集委員会編 裳華房(ポピュラーサイエンス) 1988
- 『都会の野鳥は夜も飛ぶ 新発見!おもしろ生態学』叶内拓哉共著 祥伝社(ノン・ポシェット・ビジュアル)1993
- 『都市動物の生態をさぐる 動物からみた大都会』編 裳華房 (ポピュラー・サイエンス)2002
- 『野鳥博士入門 たのしい自然観察』平野伸明写真 全国農村教育協会 2002
- 『季節の生きもの観察手帖』 NPO法人自然観察大学編集(編集長) 2017
- 『生きものさんぽ図鑑』 監修  永岡書店 2021
- 『見上げるさんぽ図鑑』 監修  永岡書店 2023

自然観察・自然教育
- 『自然の愉しみ方-秋-』(共著) 山と渓谷社 2000
- 『自然の愉しみ方-春-』(共著) 山と渓谷社 2000
- 『自然の愉しみ方-冬-』(共著) 山と渓谷社 2000
- 『自然の愉しみ方-夏-』(共著) 山と渓谷社 2001
- 『都会でできる自然観察 動物編』明治書院 (学びやぶっく)2012
- 『唐沢流自然観察の愉しみ方 自然を見る目が一変する』地人書館 2014
- 『目からウロコの自然観察 カラー版』(中公新書) 2018

カラサワールド自然基金
- 『赤城姫早春に舞う ヒメギフチョウを守る小学校』写真・文 カラサワールド自然基金 2011
- 『磯の鳥・生態小図鑑 南房総の鳥と自然』カラサワールド自然基金 2012
- 『都会の鳥・生態小図鑑』カラサワールド自然基金 2013
- 『富士山の鳥・生態小図鑑』 カラサワールド自然基金2014
- 『皇居の鳥・生態小図鑑』カラサワールド自然基金2015
- 『台湾の鳥・生態小図鑑』 カラサワールド自然基金2016
- 『パプアニューギニア 人・鳥・自然』 カラサワールド自然基金2018
- 『BIRDS and NATURE of COSTA RICA』 (コスタリカの鳥と自然) 2021

児童書(監修・共編著)
- 『おかえりなさいツバメたち 都市に生きるツバメの生活』文・写真 大日本図書(子ども科学図書館) 1986
- 『しぜん・はと』キンダーブック(監修) フレーベル館 1987
- 『コンクリートジャングルのカラスたち 都会のカラスを追跡する』文と写真 大日本図書 (子ども科学図書館) 1988  第36回産経児童出版文化賞、
- 『がんばれ!"赤"スズメ 都市に生きるスズメの生活』文と写真 大日本図書 (子ども科学図書館) 1989
- 『小学なぜなぜふしぎサイエンス 鳥のふしぎ』学研絵とき科学シリーズ、学習研究社 1889
- 『カラスがまちにすんでいる』 福音館書店 1990
- 『まちのとりたち』 (しぜん・キンダーブック) フレーベル館1997
- 『ツバメ』(しぜん・キンダーブック) フレーベル館1997
- 『ツバメがかえってきた』(監修)  学習研究社 2000
- 『みぢかなとりのずかん』(月刊かがくのとも2月号、監修) 福音館書店 2005
- 『からすのはてな?』 (唐沢孝一作・谷内庸生/絵) 福音館書店 2005
- 『すずめ』 だいすきしぜんシリーズ③ 指導唐沢孝一・絵内藤貞夫)フレーベル館2008
- 『みぢかなとりのずかん』(監修) 福音館書店 2011

文部省検定教科書  「高校生物」 「中学校国語」
- 『新生物Ⅰ』(文部省検定教科書・高校生物、共著)  三省堂 1980
- 『新生物Ⅱ』(文部省検定教科書・高校生物、共著)  三省堂 1980
- 『生物図説資料』 (共著)三省堂 1983
- 『図説高校生物』(文部省検定教科書・高校生物、共著)  三省堂 1984
- 『生物ⅠA』 (文部省検定教科書・高校生物、共著)  三省堂 1984
- 『生物ⅠB』 (文部省検定教科書・高校生物、共著)  三省堂 1984
- 『シグマベスト ウィナー生物ⅠB/ Ⅱ』(共同執筆) 文英堂 1996
- 『新編新しい国語』(文部省検定教科書、中学校国語) 東京書籍 1996  「人との共存を選択した鳥たち」掲載。（初出　講談社『本』平成4年5月号）

## テレビ・ラジオ出演
- NHKテレビ ウォッチング「われら銀座カラス族」(うまいものしか食べません) 1986.2.24 放映
- 日本テレビ  Time21 「大変、今街のカラスが・・・」 1986.8.18 放映
- NHKテレビ クローズアップ現代 「カラス、住宅地を襲う」(ゲスト出演) 2000.6.22.放映
- NHKテレビ 視点・論点 「カラスの都市適応戦略」 2015.2.2 放映
- NHKラジオ 朝のロータリー「自然の手帖(野鳥)」(生放送、野鳥の生態を解説)  1979.4～1985.3、合計101回出演
- NHKラジオ深夜便 「列島インタビュー・戦災・震災から甦ったイチョウを訪ねて」 2011.3.11.放送。(『ラジオ深夜便』NHKサービスセンター、2011年6月号に収録』)

## 論文
- <唐沢孝一